# Emblema florală
Într-o serie de țări, plantele au fost alese ca simboluri pentru a reprezenta anumite zone geografice. Unele țări au o emblemă florală la nivel de țară; altele, în plus, au simboluri reprezentând subdiviziuni. Diferite procese au fost folosite pentru a adopta aceste simboluri – unele sunt conferite de organismele guvernamentale, în timp ce altele sunt rezultatul sondajelor publice informale. Termenul de emblemă florală, care se referă în mod specific la flori, este utilizat în principal în Australia și Canada. În Statele Unite, termenul floare de stat este mai des folosit.

## Plante naționale

### Africa

#### Africa de Sud
Floarea națională a Africii de Sud este Regele Protea, Protea cynaroides.

#### Mauritius
Floarea națională a statului Mauritius este Trochetia boutoniana.

#### Seychelles
Floarea națională a statului Seychelles este orhideea de pasăre tropicală (cunoscută local ca orkid payanke), Angraecum eburneum.

#### Tunisia
Floarea națională a Tunisiei este iasomia. A fost aleasă ca simbol pentru Revoluția tunisiană din 2010.

### Asia

#### Bangladesh
Floarea națională a statului Bangladesh este crin de apă Nymphaea nouchali. Se numește shada shapla (সাদা শাপলা) în limba bengaleză.

#### Brunei
Floarea națională a statului Brunei este Simpoh Ayer (Dillenia suffruticosa).

#### Cambodgia

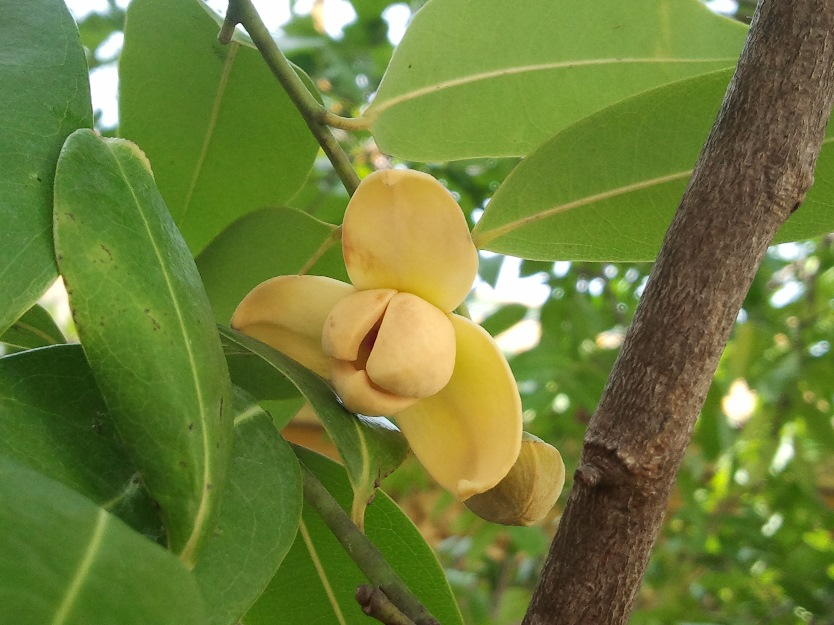
Floarea națională a Cambodgiei, romduol

Cambodgia a adoptat oficial romduol (khmeră រំដួល}) ca floare națională în anul 2005 printr-un decret regal. Decretul regal desemnează taxonul drept Mitrella mesnyi, însă acesta este un sinonim taxonomic ilegitim pentru Sphaerocoryne affinis.

#### Coreea de Nord
Floarea națională a Coreei de Nord este magnolia montană coreeană (Magnolia sieboldii, în coreeană: 목란/木蘭 mongnan).

#### Coreea de Sud
Floarea națională a Coreei de Sud este Hibiscus syriacus. Cunoscut în Coreea de Sud ca mugunghwa (în coreeană: 무궁화), simbolismul florii se referă la cuvântul coreean cangung, care înseamnă „eternitate” sau „abundență inepuizabilă”. În ciuda faptului că a devenit floarea națională oficial după ce Coreea și-a recăpătat independența față de Japonia, mugunghwa a fost asociată cu cultura coreeană timp de mai multe secole, regatul Silla numindu-se „Țara Mugunghwa” (în coreeană: 근화향, romanizat: Geunhwahyang).

#### Filipine
Filipine a adoptat sampaguita⁠(<span title="Jasminum sambac|sampaguita la Wikidata">d) (iasomie arabă, Jasminum sambac) în 1934 ca floare națională, deoarece simbolizează puritatea și curățenia datorită culorii și mirosului său dulce. Este popular înșirată în ghirlande care sunt prezentate vizitatorilor și demnitarilor și este o ofrandă comună pentru imagini religioase.
Sampaguita în limba filipineză este un cuvânt de împrumut direct din cuvântul indian sanscrită „campaka”. Plante din unele specii de flori, cum ar fi sampaguita, fructe cum ar fi Mango și Nangka⁠(<span title="Jackfruit|Nangka la Wikidata">d), legume precum Castravetele amar, patola, malunggay⁠(<span title="Moringa|malunggay la Wikidata">d), numele zeului precreștin din Filipine Bathala⁠(d) (din sanscrită Bhattara Guru⁠(<span title="Batara Guru|Bhattara Guru la Wikidata">d), au venit din India în timpul indianizării pre-spaniole influențe indiene în primele politici filipineze⁠(<span title="Influențe indiene în politica filipineză timpurie|influențe indiene în primele politici filipineze la Wikidata">d). Printre urmele puternice de continuitate a influenței hinduse în Filipine⁠(<span title="Lista de subiecte legate de India în Filipine|influenței hinduse în Filipine la Wikidata">d) sunt plasarea de ghirlanda sampaguita în jurul gâtului vizitatorilor pentru a arăta ospitalitate și prietenie, răsturnarea orezului peste mireasă si mire⁠(<span title="Marriage_and_wedding_customs_in_the_Philippines # Wedding_ceremony|răsturnarea orezului peste mireasă si mire la Wikidata">d) pentru prosperitate, efectuarea paninilbihan⁠(<span title="Courtship_in_the_Philippines|paninilbihan la Wikidata">d), plata zestrei, vizitarea unui altar să se roage pentru fertilitate, etc

#### Hong Kong
Floarea simbolică a statului Hong Kong este arborele orhidee din Hong Kong („洋紫荊”), Bauhinia blakeana.

#### India
Floarea națională a Indiei este floarea de lotus (Nelumbo nucifera). Este o floare sacră și ocupă o poziție unică în arta și mitologia Indiei antice și a fost un simbol de bun augur al culturii indiene din timpuri imemoriale.

#### Indonesia

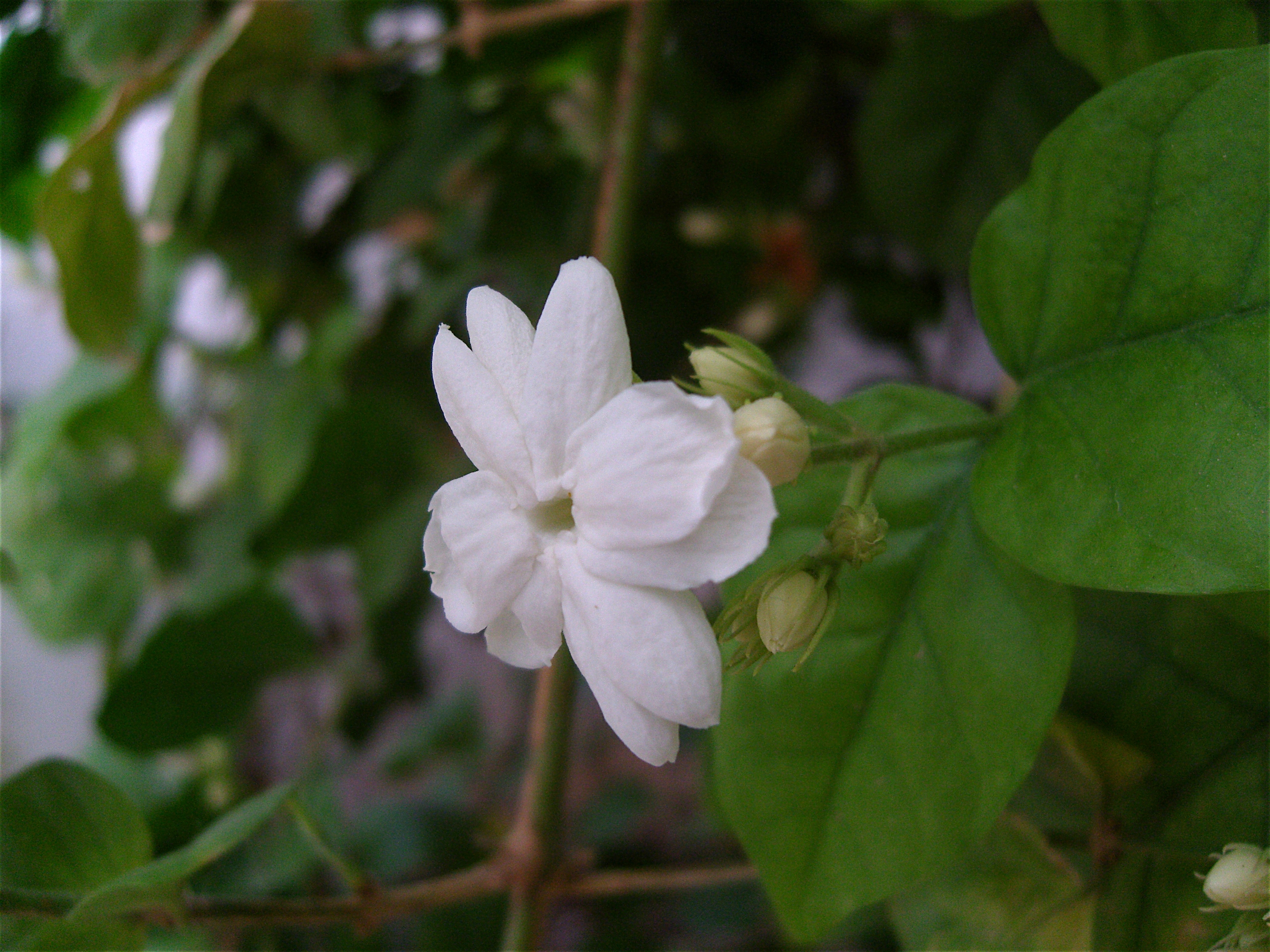
Există trei tipuri de embleme florale folosite pentru a simboliza Indonezia:

- Puspa bangsa („floare națională”) a Indoneziei este melati⁠(<span title="Jasminum sambac|melati la Wikidata">d), (Jasminum sambac).
- Puspa pesona („floarea farmecului”) este orhideea lunii (Phalaenopsis amabilis). [4]
- Puspa rară („floare rară”) este tombola uriașă padma (Rafflesia arnoldii).

Toțate trei au fost alese de Ziua Mondială a Mediului în 1990, și puse în aplicare prin lege prin decretul prezidențial (Prezidiul Keputusan) nr. 4 1993,
 Cu altă ocazie, Bunga Bangkai (Titan arum) a fost de asemenea adăugată ca puspa langka împreună cu Rafflesia.
Melati (Jasminum sambac), o mică floare albă cu parfum dulce, a fost mult timp considerată o floare sacră în tradiția indoneziană, deoarece simbolizează puritatea, sacralitatea, simplitatea grațioasă și sinceritatea. De exemplu, în ziua nunții ei, părul unei mirese tradiționale indoneziene este adesea împodobit cu aranjamente de iasomie, în timp ce mirele kris este adesea împodobit cu un lacăt de iasomie. Cu toate acestea, iasomia este, de asemenea, adesea folosită ca o ofrandă florală pentru spirite și zeități și, de asemenea, adesea prezentă în timpul înmormântării, ceea ce a făcut-o să fie văzută ca având proprietăți mistice și sacre. Orhideea moon a fost aleasă pentru frumusețea ei, în timp ce celelalte două flori rare, Rafflesia arnoldii și Titan arum, au fost alese pentru a demonstra unicitatea și biodiversitatea bogată a Indoneziei.
Fiecare dintre cele 34 de provincii din Indonezia are, de asemenea, o plantă nativă ca floareaprovincială⁠(<span title="lista emblemelor florale indoneziene|floareaprovincială la Wikidata">d).

#### Iordania
Floarea națională a Iordaniei este Irisul negru (Iris nigricans).

#### Iran

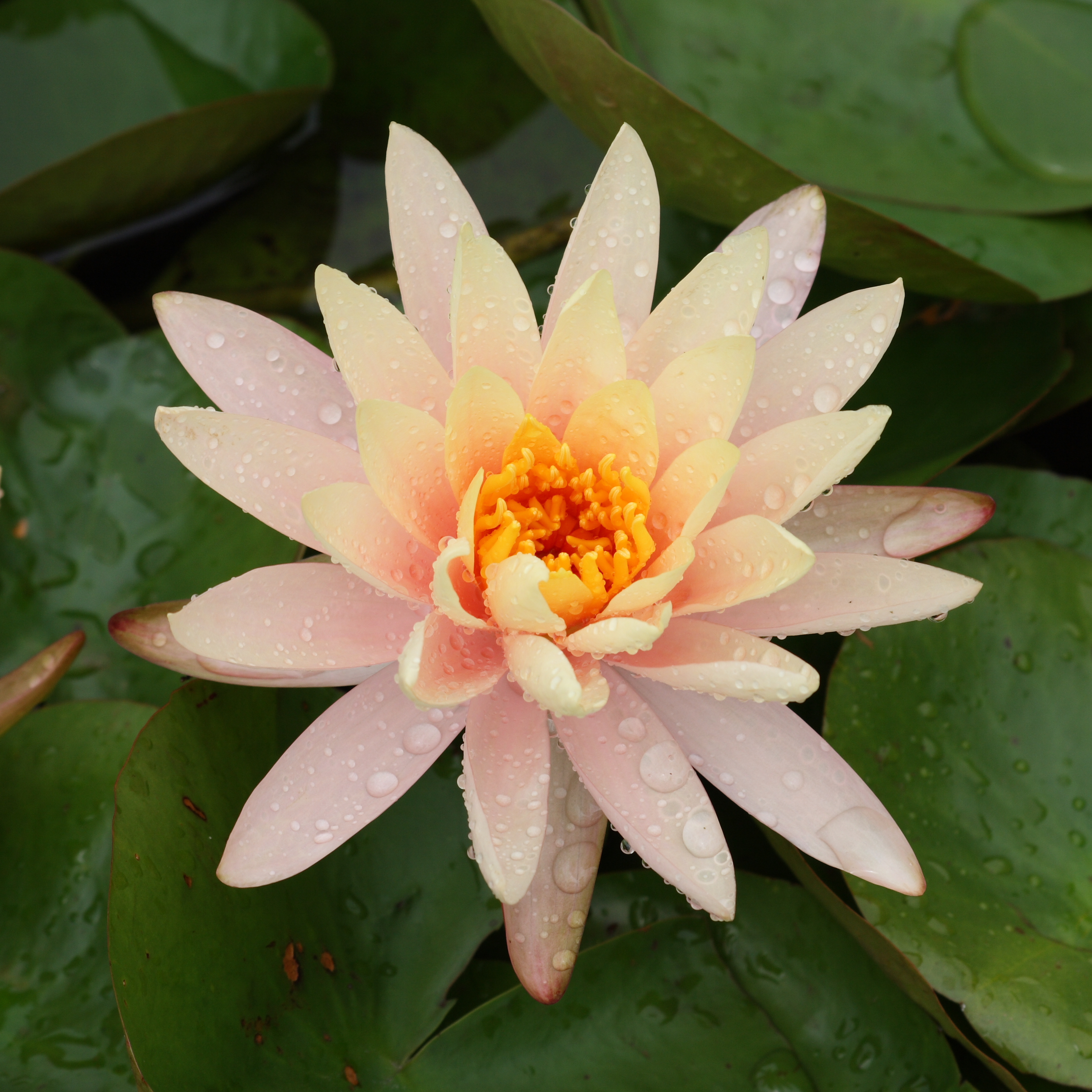
Nufărul, floarea simbolică națională a Iranului

Floarea națională a Iranului este nufărul care este numit și nymphaea (Niloofare Abi, în persană). Floarea este floarea națională a Iranului încă din epoca Imperiului Ahemenid (552 î.Hr.).

#### Israel

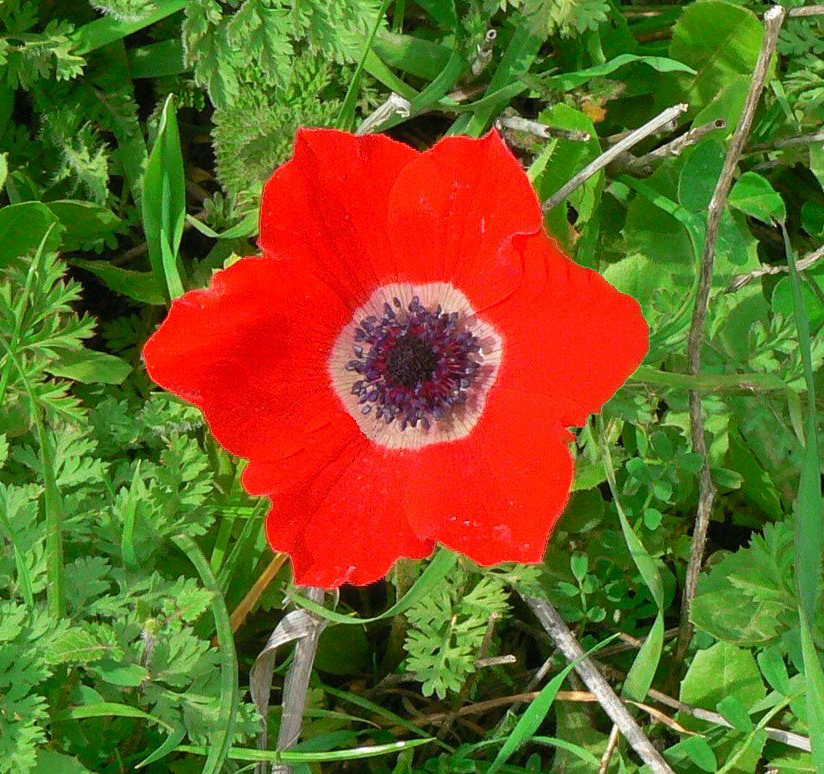
Anemona de mac, floarea națională a Israelului

Floarea națională a Israelului] este anemona de mac (Anemone coronaria; calanit metzuya în ebraică], aleasă în 2013 pentru a înlocui Cyclamen persicum.

#### Laos
Floarea națională a statului Laos este plumeria⁠(d) (champa), în ciuda faptului că nu mai este endemică.

#### Malaysia

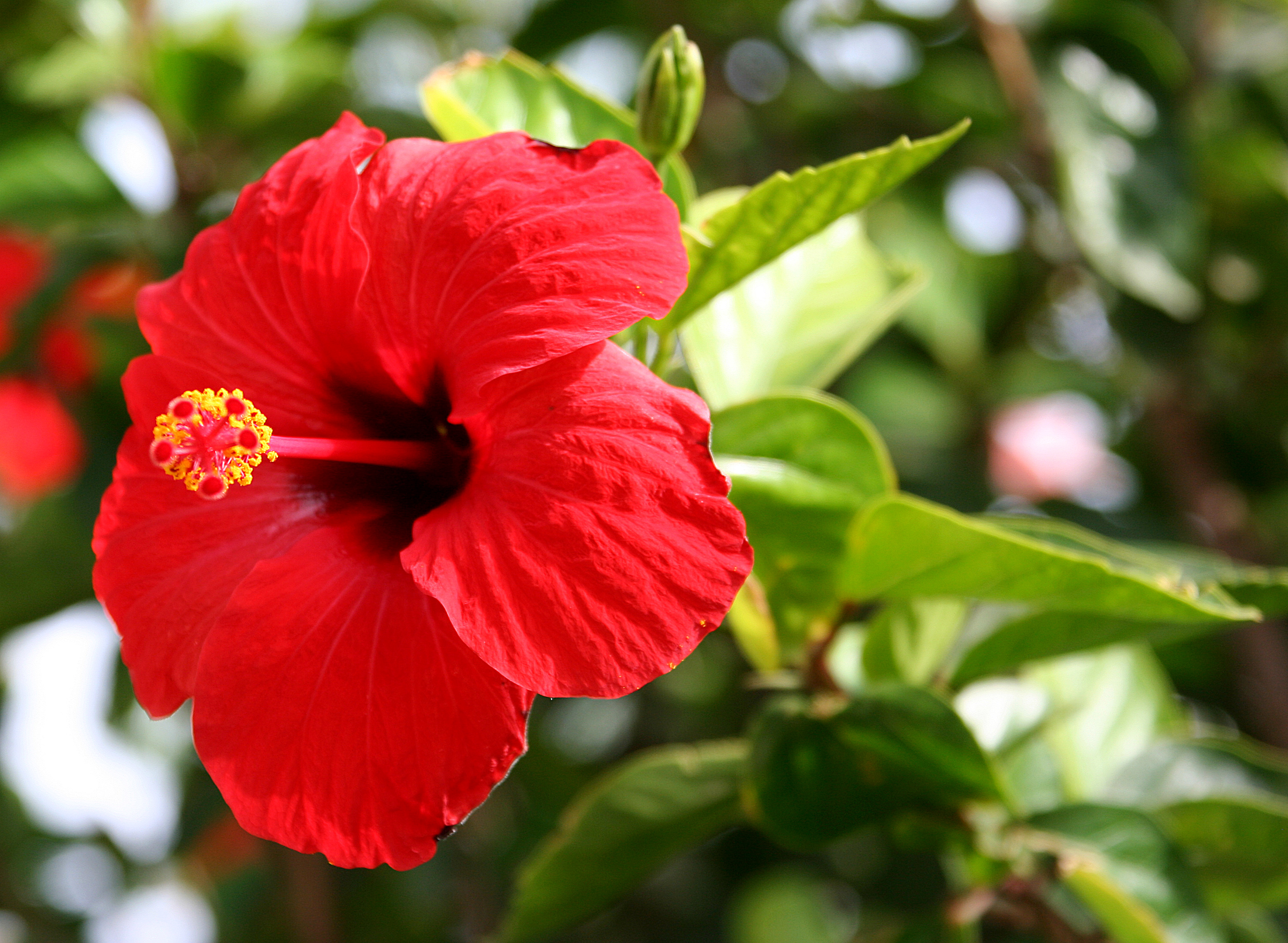
Hibiscusul chinezesc (Hibiscus rosa-sinensis), este floarea națională a Malaeziei

Floarea națională a Malaeziei este bunga raya (hibiscus chinezesc, Hibiscus rosa-sinensis.

#### Maldive
Floarea națională a Maldivelor este trandafirul roz polyantha (Rosa polyantha),numit fiyaathoshi finifenmaa.

#### Mongolia
Floarea națională a Mongoliei este Scabiosa comosa (în mongolă бэр цэцэг, ber tsetseg).

#### Myanmar
Floarea națională a statului Myanmar este Pterocarpus indicus, (paduak).

#### Nepal

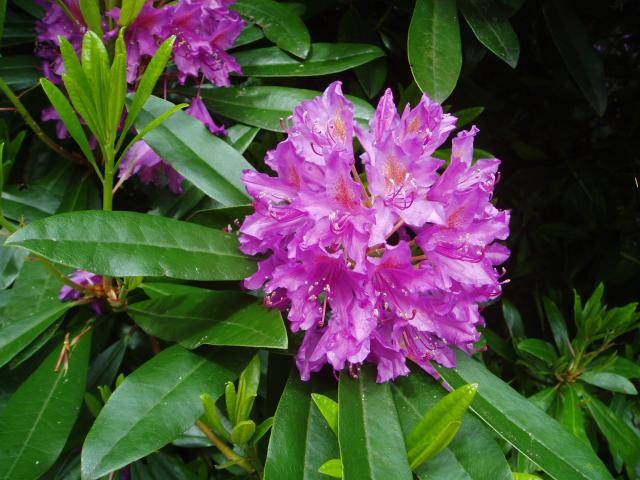
Rododendronul este floarea națională a Republicii Nepal

Floarea națională a statului Nepal este rododendronul.

#### Singapore
Floarea națională a statului Singapore este o orhidee hibridă, un soi cunoscută sub numele de orhidee singaporeză sau Vanda „Miss Joaquim” (Papilionanthe teres, × Papilionanthe hookeriana).

#### Sri Lanka

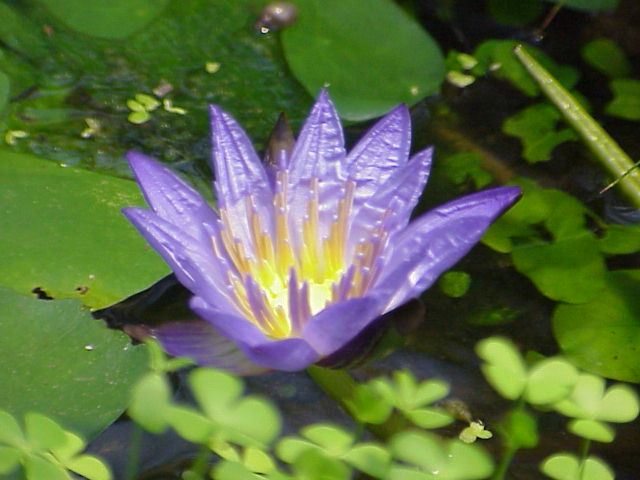
Nymphaea nouchali este floarea națională a Sri Lankăi.

Floarea națională a statului Sri Lanka este Nil mānel (නිල් මානෙල්), crinul cu stele albastre (Nymphaea stellata. Deși nul înseamnă „albastru” în sinhala, numele sinhalez al acestei plante este adesea redat prin nufăr în limba engleză. Această frumoasă floare acvatică apare în frescele din Sigiriya și a fost menționată în operele literare antice în sanscrită, pali și limba sinhală. Tradiția budistă din Sri Lanka susține că această floare a fost unul dintre cele 108 semne de bun augur găsite pe amprenta prințului Gautama Siddhartha.

#### Taiwan
Floarea națională a Republicii Chineze a fost desemnată oficial ca floarea de prun de către Yuanul executiv⁠(<span title="Yuan executiv|Yuanul executiv la Wikidata">d) la 21 iulie 1964. Floarea de prun, cunoscută sub numele de meihua (în chineză: 梅花; pinyin: méihuā), este un simbol al rezilienței și perseverenței în fața adversității, deoarece prunii înfloresc adesea cel mai vibrant chiar și în timpul celor mai aspre ierni. Tripla grupare de stamine reprezintă Sun Yat-sen (Trei principii ale poporului), în timp ce cele cinci petale simbolizează cele cinci ramuri ale guvernului.

#### Thailanda
Floarea națională a Thailandei este „Arborele ploaie de aur” (Cassia fistula), cunoscută local sub numele de dok khuen sau rachapruek.

### Europa

#### Anglia
- Anglia – Trandafirul Tudor

#### Andorra
Floarea națională a Andorrei este Narcisa albă.

#### Austria
Floarea națională a Austriei este floarea-reginei (Leontopodium nivale - edelweiss).

#### Belarus
Floarea națională (neoficială) a statului Belarus este Inul albastru sălbatic, Centaurea.

#### Belgia
- Bruxelles – Iris pseudacorus
- Flandra – Mac[34]
- Valonia – Gaillardia

#### Bulgaria
- Bulgaria – trandafir

#### Cehia
- Cehia – Teiul

#### Croația
- Croația – Iris croatica (neoficial)[35]

#### Cipru
- Cipru – Cyclamen cyprium[36]

#### Danemarca
- Danemarca – trifoiul roșu (Trifolium pratense) și margareta daisy (Argyranthemum frutescens). Aceasta din urmă este adesea modificată la margaretă (Leucanthemum vulgare), o specie destul de similară originară din țară (margareta marguerită nu este)[37]

#### Elveția
Floarea națională a Elveției este floarea-reginei (Leontopodium nivale)

#### Estonia
- Estonia – albăstrea

#### Finlanda
- Finlanda – lăcrămioară[38]

#### Franța
- Bretania – Ulex, și Calluna vulgaris (denumită și erica)

#### Guernsey
- Guernsey – Nerine sarniensis[39]

#### Irlanda de Nord
- Irlanda de Nord – floare de in, frunze de trifoi

#### Islanda
- Islanda – Dryad alb (Dryas octopetala)

#### Italia
- Italia – Italia nu are o emblemă florală oficială, deși Crin lilium este frecvent citat. Alte opțiuni mai puțin obișnuite sunt Trandafirul și Macul alb.[40]

#### Lituania
- Lituania – rue[33]

#### Polonia
- Polonia – mac de câmp[33]
- Cașubia – măzăriche kașubiană[41]

#### Portugalia
Portugalia nu are oficial o floare națională, deși lavanda este frecvent citată. Garoafa (Dianthus caryophyllus) este, de asemenea, un simbol al triumfului națiunii împotriva extremei drepte autoritare  dictaturii Estado Novo, cunoscută sub numele de Revoluția Garoafelor.

#### Regatul Unit

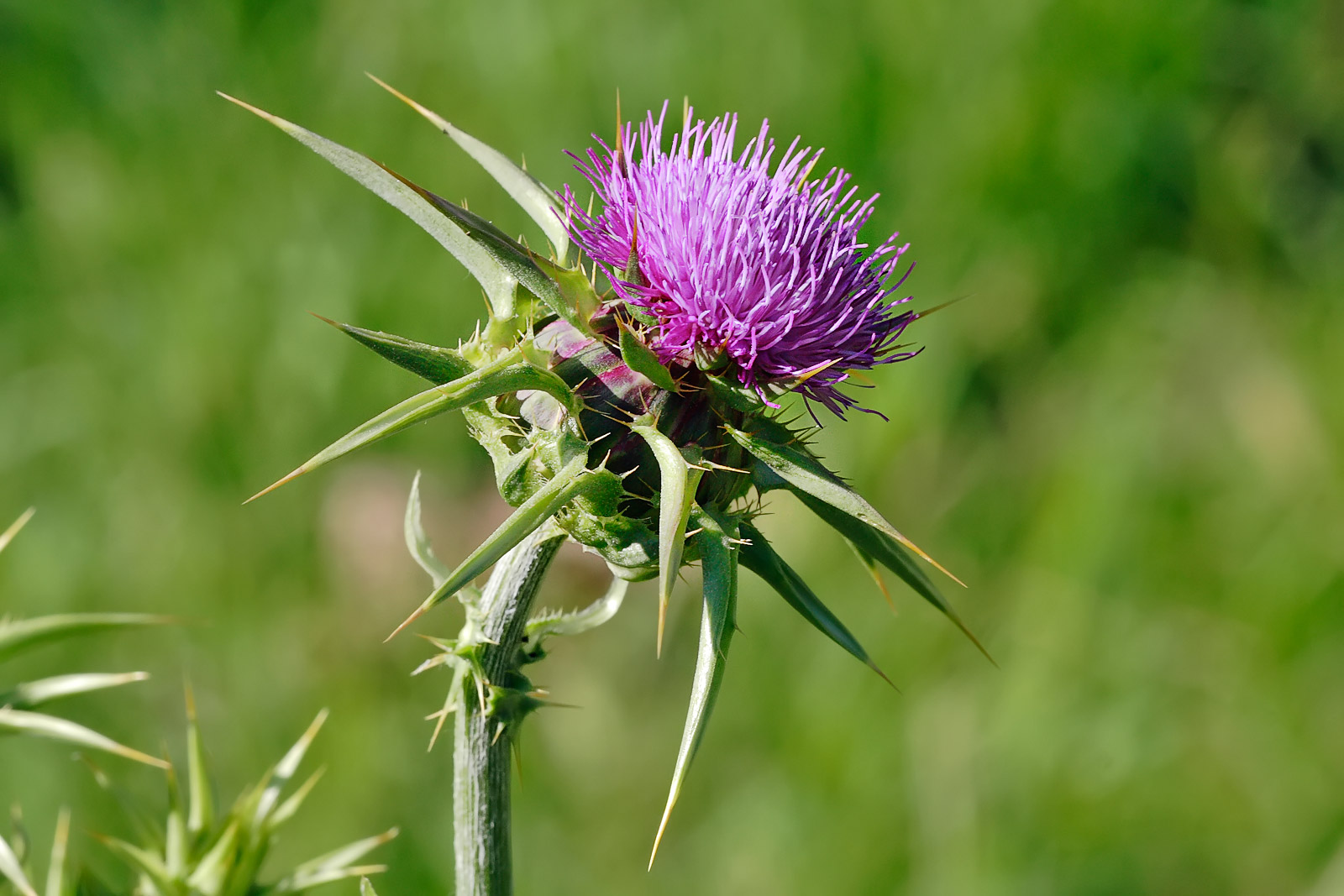
Cap de floare de armurar

Fiecare dintre cele patru țări constitutive ale Regatului Unit are una sau mai multe flori naționale:
- Aglia – Trandafirul Tudor
- Irlanda de Nord – floare de in, frunze de trifoi
- Scoția – ciulin, Pin de pădure
- Wales – narcisă, praz

#### Rusia
Floarea națională a Rusiei este mușețelul.

#### Slovacia
- Slovacia – teiul

#### Spania
Floarea națională a Spaniei este garoafa roșie.

#### Suedia
Floarea națională a Suediei este Campanula rotundifolia, cunoscută sub numele de clopotel mic. A câștigat prin vot public în 2021.

#### Ucraina
Floarea națională a Ucrainei este Viburnum, cireș, sau floarea-soarelui.

### America de Nord

#### Canada
Frunza de arțar este utilizată pe scară largă ca simbol pentru Canada. Arborele de arțar a fost recunoscut oficial ca emblemă a Canadei în 1996.
Provinciile și teritoriile Canadei au, de asemenea, embleme florale provinciale sau teritoriale oficiale:
- Ontario: triliu alb ("Trillium grandiflorum"), adoptat în 1937.[49]
- Quebec: blue flag (denumită în "Iris versicolor"), adoptată în noiembrie 1999.[50][51]
- Nova Scotia: mayflower ("Epigea repens"), adoptată în 1901.[52]
- New Brunswick: purple violet ("Viola cucullata"), adoptată în 1936.[53]
- Manitoba: prairie crocus ("Pulsatilla ludoviciana"), adoptată în 1906.[54]
- British Columbia: Pacific dogwood ("Cornus nuttallii"), adoptat în 1956.[55]
- Insula Prințului Edward: rapca lui lady ("Cypripedium acaule"), o specie de orhidee, adoptată în 1947.[56]
- Saskatchewan: crin roșu occidental ("Lilium philadelphicum", var. andinum), adoptată în 1941.[57]
- Alberta: trandafir sălbatic ("Rosa acicularis"), cunoscut și sub numele de trandafir înțepător, adoptat în 1930.[58]
- Newfoundland and Labrador: northern pitcher plant (Sarracenia purpurea), adopted in 1954. It was first chosen as a symbol of Newfoundland by Queen Victoria, and was used on the island's coinage until 1938.[59]
- Teritoriile de Nord-Vest: avens montan ("Dryas octopetala"), adoptată în 1957.[60]
- Yukon: fireweed (Epilobium angustifolium), adoptată în 1957.[61]
- Nunavut: saxifrage violet ("Saxifraga oppositifolia"), adoptată în unanimitate de Adunarea Legislativă de la Nunavut la 1 mai 2000.[62]

Multe steaguri canadiene și blazoane au embleme florale pe ele. steagul Montreal are patru embleme florale. În partea dreaptă a steagului Saskatchewan care se suprapune atât în jumătățile verzi, cât și pe cele de aur se află crinul roșu vestic, emblema florală provincială. Stema Port Coquitlam este emblema florală a orașului, azaleea, afișată pe un guler. stema insulei Prince Edward afișează papucii doamnei emblema florală a insulei. Când stema Nova Scotia au fost reevaluată în 1929, arbutus sau mayflower, emblema florală a Nova Scotia, a fost adăugată.

#### Mexic
Floarea națională a Mexicului este dala (Dahlia pinnata).

#### Statele Unite ale Americii
În 1986, președintele Ronald Reagan a semnat o lege pentru a face din trandafir emblema florală națională a Statelor Unite. În fiecare dintre statele americane, florile⁠(<span title="Lista florilor de stat și de teritoriu ale statelor americane|florile la Wikidata">d) și copacii⁠(<span title="lista arborilor de stat din SUA|copacii la Wikidata">d) au fost, de asemenea, adoptați ca simboluri de către legiuitorii de stat.

### America Centrală și Caraibe

#### Antigua și Barbuda
Floarea națională a statului Antigua și Barbuda este Agave karatto, cunoscută și sub numele de „buștean de battă”.

#### Bahamas

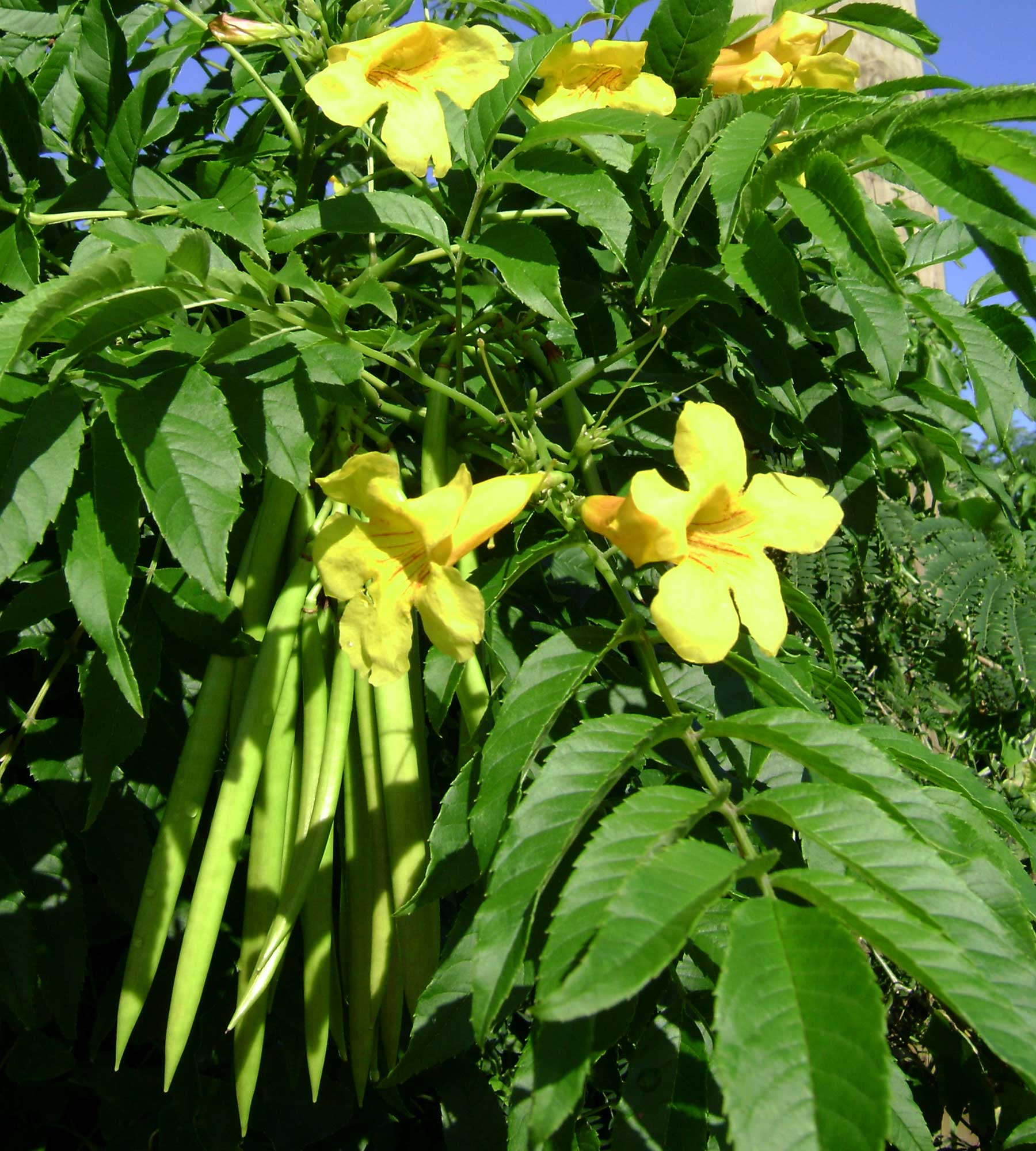
Tecoma stans

Floarea națională a statului Bahamas este „Bătrânul Galben” (Tecoma stans.

#### Barbados
Floarea națională a statului Barbados este cunoscută local sub numele de Mândria lui Barbados (Caesalpinia pulcherrima)

#### Belize
Floarea națională a statului Belize este orhideea neagră (Prohechea cohleata.

#### Costa Rica
Floarea națională a statului Costa Rica este guaria morada (Guarianthe skinneri).

#### Dominica
Floarea națională a statului Dominica este  Sabinea carinalis, cunoscută sub numele de lemn de Carib sau Bois Caraibe.

#### Guatemala
Floarea națională a Guatemalei este monja blanca (Lycaste skinneri, var. alba).

#### Haiti

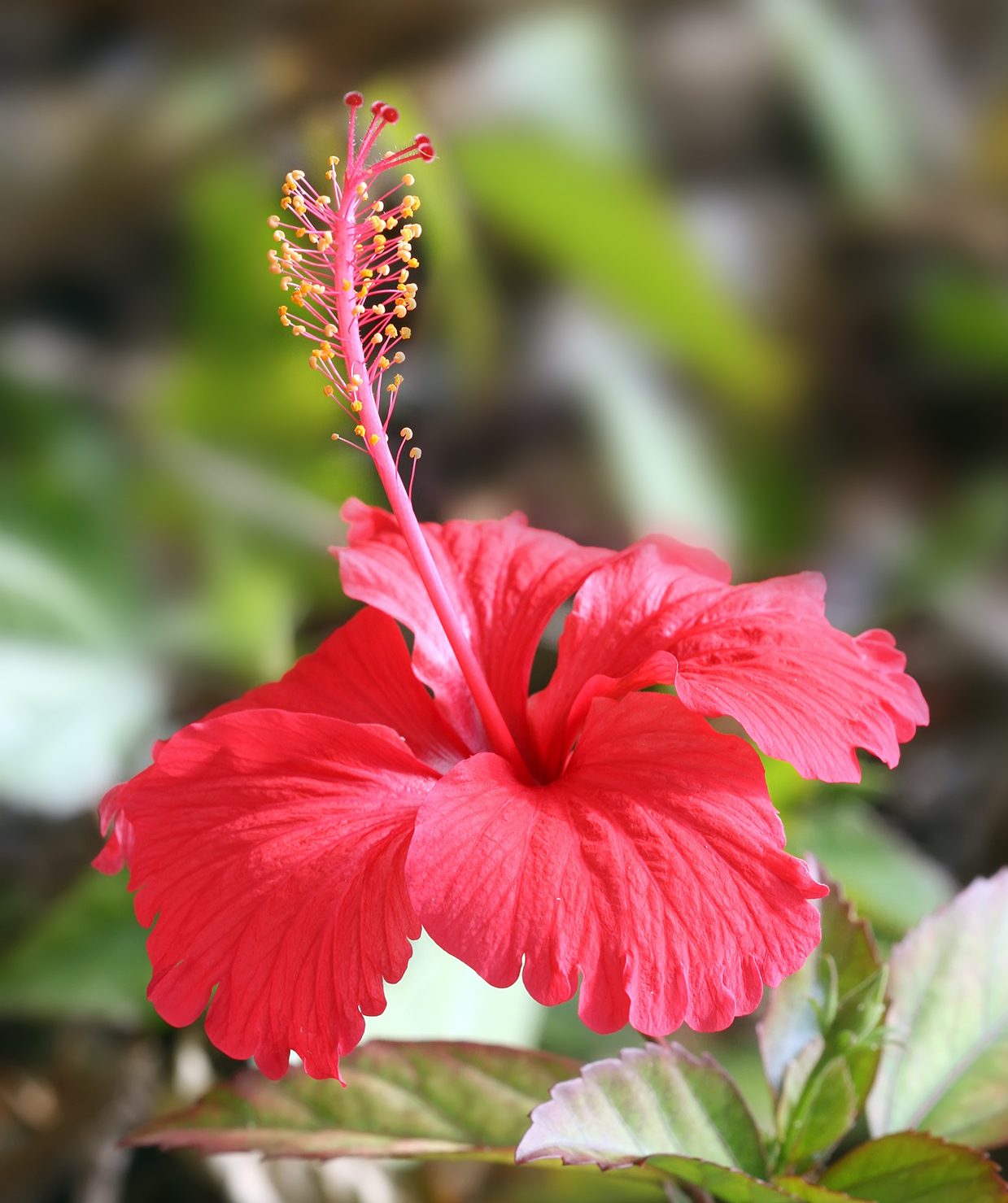
Hibiscus, floarea națională haitiană

Floarea națională a statului Haiti este Choeblack sau rose kayenn (Hibiscus).

#### Honduras
Floarea națională a statului Honduras este orhideea Rhyncholaelia digbyana.

#### Jamaica
Floarea națională a statului Jamaica este lignum vitae (Guaiacum officinale.

#### Republica Dominicană

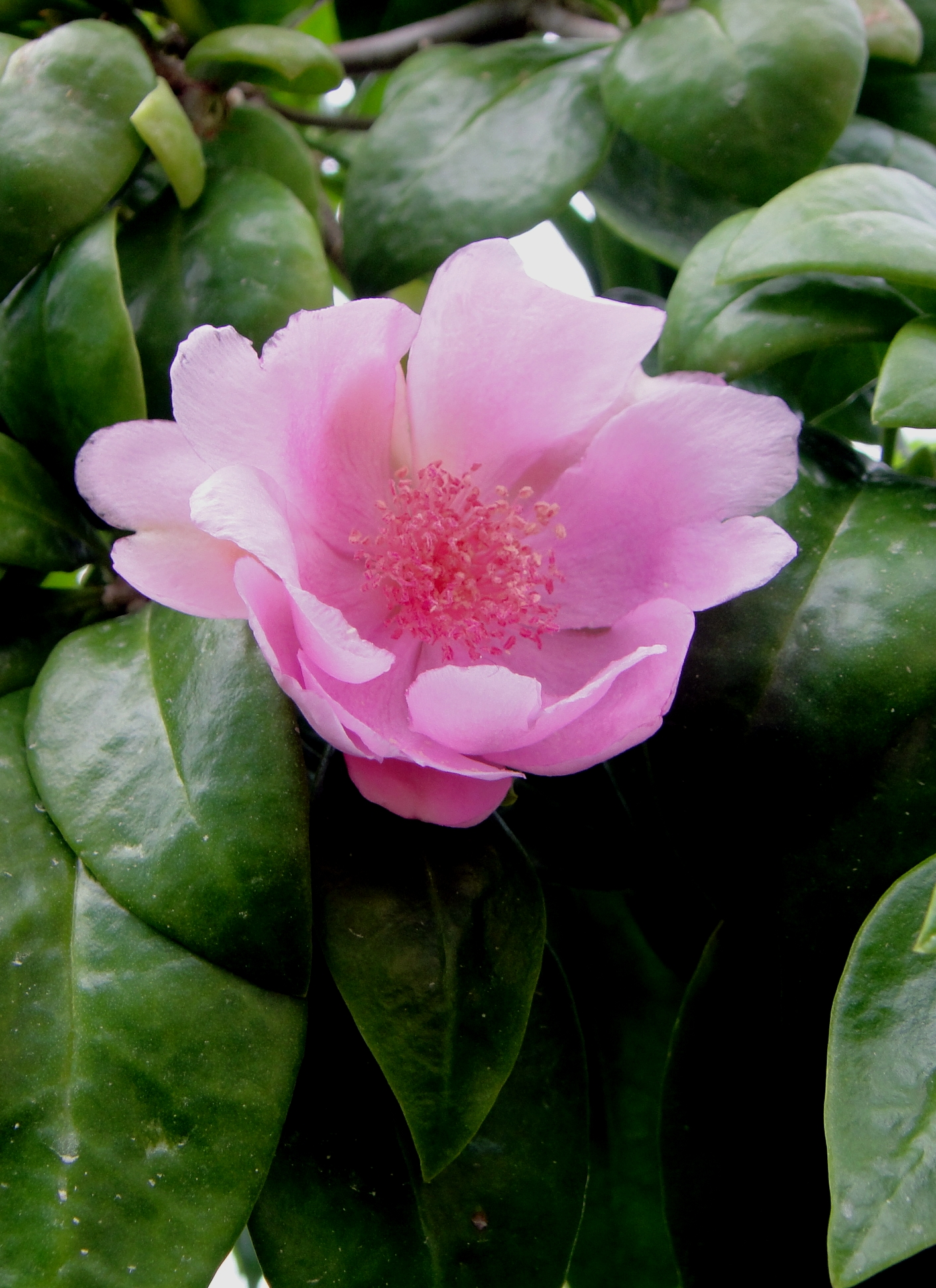
Trandafirul Bayahibe, floarea națională a Republicii Dominicane

Floarea națională a Republicii Dominicane a fost inițial floarea caoba (arborele de mahon, Swietenia mahagoni). În 2011, mahonul a fost supranumit arborele național, evocând locul național de flori pentru trandafirul Bayahibe (Pereskia quisqueyana) pentru a atrage atenția asupra conservării sale.

### Oceania

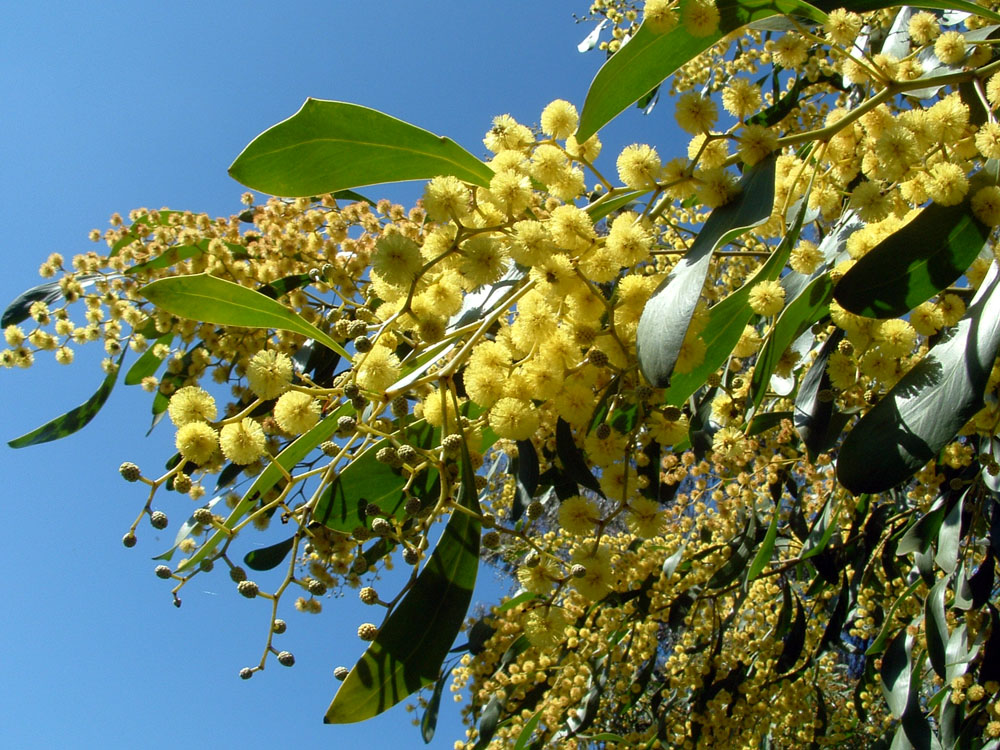
Golden Wattle, emblema florală a Australiei din 1988

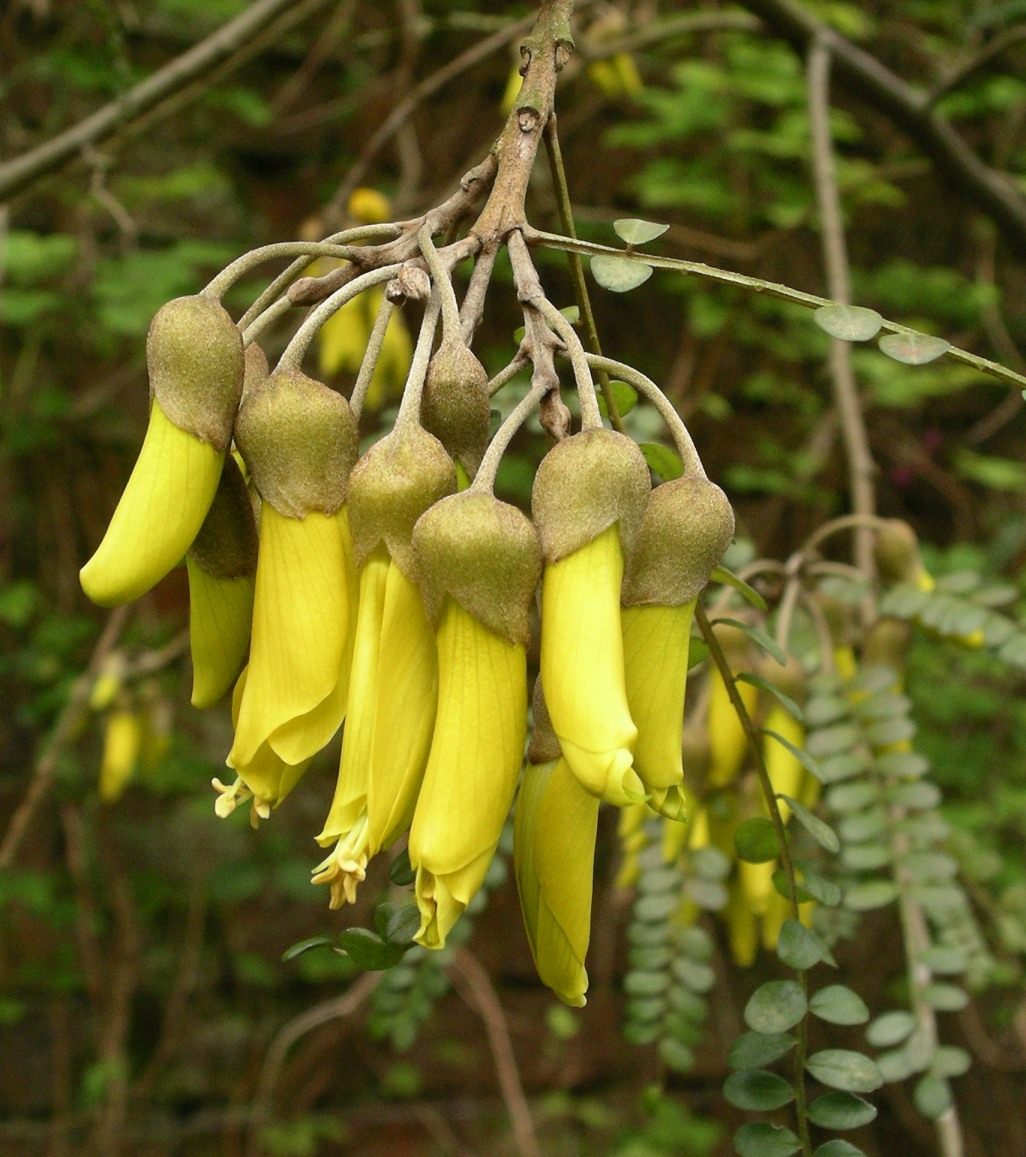
Emblema florală a Noii Zeelande, Kowhai

#### Australia
Golden Wattle (Acacia pycnantha) a fost proclamată oficial emblema florală a Australiei la 1 septembrie 1988.

#### Fiji
Floarea națională a statului Fiji este tagimaucia' (Medinilla waterhousei), o viță de vie cu flori roșii și albe endemică munților insulei Taveuni.

#### Noua Zeelandă
Noua Zeelandă nu are o floare națională oficială, dar feriga de argint (frunziș) este recunoscută ca emblemă națională. Kowhai (Sophora spp., arbori nativi cu flori galbene în cascadă) este de obicei considerată floare națională. Alte plante embleme sunt Koru (un simbol al ferigii curbate) și Pohutukawa cu flori purpurii (Metrosideros excelsa), numit și pomul de Crăciun al Noii Zeelande.

#### Polinezia Franceză
Gardenia tahitiană (floarea de tiarée) este floarea națională a statului Tahiti, a Polineziei Franceze și a Insulelor Cook.

#### Tonga
Heilala (Garcinia sessilis) este floarea națională a statului Tonga. Numele concursului de frumusețe tonga, Festivalul Heilala, este luat de la această floare. Stațiunile, precum și produsele de consum sunt, de asemenea, adesea numite după această floare, cum ar fi Loja Heilala și Vanilia Heilala. Floarea este, de asemenea, utilizată în Tonga în scopuri medicinale și ornamentale.

### America de Sud

#### Argentina
.

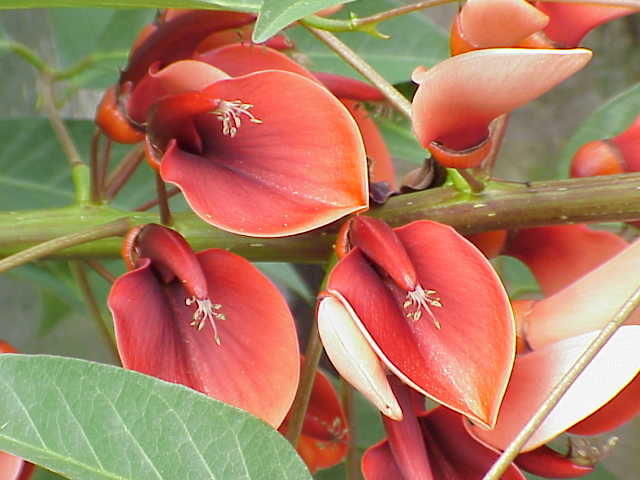
Floarea copacului ceibo, floarea națională a Argentinei și a Uruguayului

Floarea națională a Argentinei este floarea arborelui ceibo (Erythrina crista-galli), cunoscută și sub numele de „seibo”, sau „bucaré”.

#### Bolivia
Bolivia are două flori naționale: kantuta (Cantua buxifolia') și patujú (Heliconia rostrata).

#### Brazilia
Floarea națională a Braziliei este floarea trâmbiței de aur (Handroanthus albus).